# Julius Reisinger
Julius Reisinger (Praga, 14 de febrero de 1828 - Berlín, 1892) fue un bailarín y maestro de ballet checo que en 1877 coreografió la primera versión de El lago de los cisnes con la partitura de Piotr Chaikovski.
- Datos: Q2077278